# Rajd Jordanii 2010
Rezultaty Rajdu Jordanii (Jordan Rally 2010), 3. rundy Rajdowych Mistrzostw Świata w 2010 roku, który odbył się w dniach 1-3 kwietnia:

## Zwycięzcy odcinków specjalnych[1]
| Etap | Data       | OS | Godzina | Nazwa          | Długość  | Zwycięzca          | Czas    | Śred. pręd  | Lider rajdu        |
| ---- | ---------- | -- | ------- | -------------- | -------- | ------------------ | ------- | ----------- | ------------------ |
| 1    | 1 kwietnia | 1  | 11:28   | Rumman Forrest | 15,34 km | Jari-Matti Latvala | 12:12,1 | 75,43 km/h  | Jari-Matti Latvala |
| 1    | 1 kwietnia | 2  | 12:26   | Wadi Shueib 1  | 8,65 km  | Jari-Matti Latvala | 7:05,2  | 73,24 km/h  | Jari-Matti Latvala |
| 1    | 1 kwietnia | 3  | 12:54   | Mahes 1        | 20,44 km | Daniel Sordo       | 14:44,1 | 83,23 km/h  | Daniel Sordo       |
| 1    | 1 kwietnia | 4  | 13:37   | Mount Nebo 1   | 11,09 km | Petter Solberg     | 8:16,3  | 80,44 km/h  | Jari-Matti Latvala |
| 1    | 1 kwietnia | 5  | 15:50   | Wadi Shueib 2  | 8,65 km  | Jari-Matti Latvala | 6:44,1  | 77,06 km/h  | Jari-Matti Latvala |
| 1    | 1 kwietnia | 6  | 16:13   | Mahes 2        | 20,44 km | Petter Solberg     | 14:17,7 | 85,79 km/h  | Jari-Matti Latvala |
| 1    | 1 kwietnia | 7  | 16:56   | Mount Nebo 2   | 11,09 km | Sébastien Loeb     | 8:00,6  | 83,07 km/h  | Jari-Matti Latvala |
|      |            |    |         |                |          |                    |         |             | Jari-Matti Latvala |
| 2    | 2 kwietnia | 8  | 8:11    | Suwayma 1      | 10,49 km | Sébastien Loeb     | 5:13,7  | 120,38 km/h | Jari-Matti Latvala |
| 2    | 2 kwietnia | 9  | 8:51    | Kafrain 1      | 17,20 km | Petter Solberg     | 11:54,0 | 86,72 km/h  | Jari-Matti Latvala |
| 2    | 2 kwietnia | 10 | 9:49    | Jordan River 1 | 41,45 km | Sébastien Loeb     | 27:38,4 | 89,98 km/h  | Jari-Matti Latvala |
| 2    | 2 kwietnia | 11 | 12:50   | Suwayma 2      | 10,49 km | Sébastien Loeb     | 5:13,7  | 120,38 km/h | Jari-Matti Latvala |
| 2    | 2 kwietnia | 12 | 13:30   | Kafrain 2      | 17,20 km | Petter Solberg     | 11:43,3 | 88,04 km/h  | Sébastien Loeb     |
| 2    | 2 kwietnia | 13 | 14:28   | Jordan River 2 | 41,45 km | Sébastien Loeb     | 27:10,0 | 91,55 km/h  | Sébastien Loeb     |
|      |            |    |         |                |          |                    |         |             | Sébastien Loeb     |
| 3    | 3 kwietnia | 14 | 8:20    | Yakrut 1       | 14,16 km | Sébastien Loeb     | 8:30,4  | 99,87 km/h  | Sébastien Loeb     |
| 3    | 3 kwietnia | 15 | 8:50    | Bahath 1       | 12,53 km | Petter Solberg     | 9:30,3  | 79,10 km/h  | Sébastien Loeb     |
| 3    | 3 kwietnia | 16 | 9:33    | Shuna 1        | 15,23 km | Sébastien Loeb     | 11:55,5 | 76,63 km/h  | Sébastien Loeb     |
| 3    | 3 kwietnia | 17 | 10:16   | Baptism Site 1 | 10,83 km | Sébastien Loeb     | 5:21,1  | 121,42 km/h | Sébastien Loeb     |
| 3    | 3 kwietnia | 18 | 12:11   | Yakrut 2       | 14,16 km | Jari-Matti Latvala | 8:21,1  | 101,73 km/h | Sébastien Loeb     |
| 3    | 3 kwietnia | 19 | 12:41   | Bahath 2       | 12,53 km | Sébastien Loeb     | 9:17,0  | 80,98 km/h  | Sébastien Loeb     |
| 3    | 3 kwietnia | 20 | 13:24   | Shuna 2        | 15,23 km | Jari-Matti Latvala | 12:00,6 | 76,09 km/h  | Sébastien Loeb     |
| 3    | 3 kwietnia | 21 | 14:07   | Baptism Site 2 | 10,83 km | Sébastien Ogier    | 5:25,8  | 119,67 km/h | Sébastien Loeb     |

| Zwycięzcy OS-ów    | Zwycięzcy OS-ów |
| Kierowca           | Ilość           |
| ------------------ | --------------- |
| Sébastien Loeb     | 8               |
| Jari-Matti Latvala | 5               |
| Petter Solberg     | 5               |
| Sébastien Ogier    | 1               |
| Daniel Sordo       | 1               |

## Klasyfikacja ostateczna
| Msc.     | Kierowca             | Pilot                | Samochód                       | Czas      | Strata   | Grupa | Punkty |
| WRC      | WRC                  | WRC                  | WRC                            | WRC       | WRC      | WRC   | WRC    |
| -------- | -------------------- | -------------------- | ------------------------------ | --------- | -------- | ----- | ------ |
| 1.       | Sébastien Loeb       | Daniel Élena         | Citroën C4 WRC                 | 3:51:35.9 |          | A8 M  | 25     |
| 2.       | Jari-Matti Latvala   | Miikka Antilla       | Ford Focus RS WRC 09           | 3:52:11.7 | 35.8     | A8 M  | 18     |
| 3.       | Petter Solberg       | Phil Mills           | Citroën C4 WRC                 | 3:52:47.7 | 1:11.8   | A8    | 15     |
| 4.       | Daniel Sordo         | Marc Martí           | Citroën C4 WRC                 | 3:53:25.2 | 1:49.3   | A8 M  | 12     |
| 5.       | Matthew Wilson       | Scott Martin         | Ford Focus RS WRC 08           | 4:00:00.2 | 8:24.3   | A8 M  | 10     |
| 6.       | Sébastien Ogier      | Julien Ingrassia     | Citroën C4 WRC                 | 4:02:02.3 | 10:26.4  | A8 M  | 8      |
| 7.       | Federico Villagra    | Jorge Pérez Companc  | Ford Focus RS WRC 08           | 4:03:03.9 | 11:28.0  | A8 M  | 6      |
| 8.       | Kimi Räikkönen       | Kaj Lindstrom        | Citroën C4 WRC                 | 4:04:06.9 | 12:31.0  | A8 M  | 4      |
| 9.       | Henning Solberg      | Ilka Minor           | Ford Focus RS WRC 08           | 4:05:44.5 | 14:08.6  | A8 M  | 2      |
| 10.      | Xavier Pons          | Alex Haro            | Ford Fiesta S2000              | 4:10:09.8 | 18:33.9  | N4    | 1      |
|          |                      |                      |                                |           |          |       |        |
| 20.      | Mikko Hirvonen       | Jarmo Lehtinen       | Ford Focus RS WRC '09          | 4:38:09.4 | +46:33.5 | A8 M  |        |
| SWRC     |                      |                      |                                |           |          |       |        |
| 1. (10.) | Xavier Pons          | Alex Haro            | Ford Fiesta S2000              | 4:10:09.8 | N4       |       | 25     |
| 2. (14.) | Eyvind Brynildsen    | Cato Menkerud        | Škoda Fabia S2000              | 4:22:01.8 | 11:52.0  | N4    | 18     |
| 3. (16.) | Per-Gunnar Andersson | Jonas Andersson      | Škoda Fabia S2000              | 4:29:07.2 | 18:57.4  | N4    | 15     |
| 4. (18.) | Nasir al-Atijja      | Giovanni Bernacchini | Škoda Fabia S2000              | 4:31:26.0 | 21:16.2  | N4    | 12     |
| 5. (23.) | Patrik Sandell       | Emil Axelsson        | Škoda Fabia S2000              | 4:51:50.0 | 41:40.2  | N4    | 10     |
| 6. (25.) | Jari Ketomaa         | Mika Stenberg        | Ford Fiesta S2000              | 5:04:29.3 | 54:19.5  | N4    | 8      |
| PWRC     |                      |                      |                                |           |          |       |        |
| 1. (11.) | Patrik Flodin        | Göran Bergsten       | Subaru Impreza WRX STI         | 4:10:42.9 |          | N4    | 25     |
| 2. (12.) | Armindo Araújo       | Miguel Ramalho       | Mitsubishi Lancer Evolution X  | 4:12:39.5 | 1:56.6   | N4    | 18     |
| 3. (15.) | Nicholai Georgiou    | Joseph Matar         | Mitsubishi Lancer Evolution IX | 4:29:01.3 | 18:18.4  | N4    | 15     |
| 4. (17.) | Spyros Pavlides      | Chris Patterson      | Subaru Impreza WRX STI         | 4:29:54.8 | 19:11.9  | N4    | 12     |
| 5. (19.) | Amjad Farrah         | Nancy Al-Majali      | Subaru Impreza WRX STI         | 4:33:00.4 | 22:17.5  | N4    | 10     |
| 6. (21.) | Wang Rui             | Pan Hongyu           | Subaru Impreza WRX STI         | 4:38:14.8 | 27:31.9  | N4    | 8      |
| 7. (24.) | Paulo Nobre          | Edu Paula            | Mitsubishi Lancer Evolution X  | 4:55:12.0 | 44:29.1  | N4    | 6      |

1. ↑  Litera M przy oznaczeniu grupy do której należy samochód oznacza, iż tylko ci kierowcy zdobywali punkty dla swoich zespołów liczonych w klasyfikacji producentów na koniec sezonu.

## Klasyfikacja po 3 rundach

### Kierowcy
| Lp. | Kierowca           | Pkt |
| --- | ------------------ | --- |
| 1   | Sébastien Loeb     | 68  |
| 2   | Jari-Matti Latvala | 43  |
| 3   | Mikko Hirvonen     | 37  |
| 4   | Petter Solberg     | 35  |
| 5   | Sebastien Ogier    | 33  |
| 6   | Dani Sordo         | 24  |
| 7   | Henning Solberg    | 18  |
| 8   | Matthew Wilson     | 16  |
| 9   | Federico Villagra  | 12  |
| 10  | Xavier Pons        | 5   |

### Producenci
| Lp. | Producent           | Pkt |
| --- | ------------------- | --- |
| 1   | Citroen WRT         | 101 |
| 2   | BP Ford WRT         | 87  |
| 3   | Citroen Junior Team | 48  |
| 4   | Stobart Ford        | 44  |
| 5   | Munchi's Ford       | 16  |